# Beilrode
Beilrode település Németországban, azon belül Szászország tartományban. Lakosainak száma 4020 fő (2023. december 31.). Beilrode Torgau községgel határos.

## Népesség
A település népességének változása:
| Lakosok száma | 4197 | 4118 | 4045 | 4049 | 4020 |
|               | 2017 | 2019 | 2021 | 2022 | 2023 |